# Grand Codroy
De Grand Codroy (Engels: Grand Codroy River) is een 19 km lange rivier die zich in het zuidwesten van het Canadese eiland Newfoundland bevindt. Inclusief zijn estuarium is de Grand Codroy 28 km lang.

## Verloop
De rivier ontstaat door de samenvloeiing van de North Branch en de South Branch ter hoogte van het dorpje South Branch. De Grand Codroy stroomt onafgebroken in zuidwestelijke richting doorheen de Codroyvallei, parallel aan de Trans-Canada Highway (NL-1). Nabij het gehucht Doyles, de enige plaats aan de rivier, ligt de eilandrijke delta van de Grand Codroy (met Grand Codroy Provincial Park). De resterende 9 km tot aan de Saint Lawrencebaai worden ingenomen door het grote Grand Codroy-estuarium.